# Michal Valent
Michal Valent (* 5. březen 1986) je slovenský profesionální hokejista na pozici brankář momentálně hrající za slovenský extraligový tým HK Dukla Trenčín.

## Hráčská kariéra
Tento hokejista je odchovancem martinského hokeje, který nakoukl do slovenské reprezentace staršího dorostu do 18 let a odjel na mistrovství světa do Běloruska v roce 2004. Tam si ho všimla pražská Sparta, která s Valentem podepsala smlouvu. V pražském klubu chytal hlavně za juniorský tým s tím, že o rok později si vyzkoušel seniorský hokej za prvoligový klub HC Berounští Medvědi. Téhož roku si zachytal ve slovenské reprezentaci i na mistrovství světa do 20 let v USA.
Sezónu 2006/2007 začal v Třebíči, ale v jejím průběhu se rozhodl vyzkoušet angažmá v zámoří. Podepsal smlouvu s týmem Omaha Lancers v Západní konferenci USHL, kde dovedl tým k vítězství v základní části. Po brzkém konci v play-off se však raději rozhodl pro návrat do českého hokejového prostředí, tedy opět do Sparty, v jejímž seniorském týmu nastoupil pouze k jedinému zápasu v sezóně 2007/2008, jinak byl poslán na hostování do Havířova, kde strávil i sezónu následující.
Od roku 2009, kdy rozvázal smlouvu se Spartou, působil jako brankářská dvojka v BK Mladá Boleslav a občas vypomohl prvoligovým týmům z Vrchlabí, Berouna nebo Mostu. Po sestupu týmu z extraligy zažil turbulentní sezónu 2012/2013, kdy měl nejprve setrvat na pozici dvojky, ale nakonec z kádru prakticky vypadl. Byl proto poslán do Nitry, která potřebovala urgentně posilu do brány. Zde si řekl svými výkony o pozornost boleslavských trenérů a byl brzy z Nitry odvolán zpět. Své brankářské umění poté předvedl v baráži o extraligu, která těsně nevyšla. V následující sezóně se stal vlastně poprvé v kariéře pro svůj mateřský klub v Boleslavi brankářskou jedničkou a po dvou letech oslavil s týmem opětovný postup do extraligy. V roce 2016 ziskal titul s Nitrou.

## Kluby podle sezón
- 2000-2001 MHC Martin
- 2001-2002 MHC Martin
- 2002-2003 MHC Martin
- 2003-2004 MHC Martin
- 2004-2005 HC Sparta Praha
- 2005-2006 HC Berounští Medvědi, NED Hockey Nymburk, HC Sparta Praha
- 2006-2007 Omaha Lancers, SK Horácká Slavia Třebíč
- 2007-2008 HC Sparta Praha, HC Havířov Panthers
- 2008-2009 HC Havířov Panthers
- 2009-2010 BK Mladá Boleslav
- 2010-2011 BK Mladá Boleslav, HC Vrchlabí
- 2011-2012 BK Mladá Boleslav
- 2012-2013 HK Nitra
- 2012-2013 BK Mladá Boleslav
- 2013-2014 BK Mladá Boleslav
- 2014-2015 BK Mladá Boleslav, HK Nitra
- 2015-2016 HK Nitra
- 2016-2017 HK Nitra
- 2017-2018 HK Dukla Trenčín